# Wilhelm Zahn (Pfarrer)
Wilhelm Zahn (* 25. Juli 1848 in Rehfeld; † 21. April 1911 in Tangermünde) war ein deutscher evangelischer Pfarrer und bedeutender Lokalhistoriker für die Altmark.

## Lebensstationen
Nach dem Abitur in Wittenberg begann Zahn im Sommersemester 1870 das Studium der Theologie an der Universität Greifswald, das unterbrochen wurde durch seine Teilnahme am Deutsch-Französischen Krieg im Infanterie-Regiment Nr. 20. In Greifswald wurde er Mitglied in der Greifswalder Burschenschaft Rugia. Nach dem Krieg setzte er sein Studium an der Universität Leipzig fort, wo er zusätzlich Geschichte studierte. Nach bestandener Vorprüfung studierte er an der Universität Königsberg weiter.
Nach weiterer Ausbildung seit 1874 am Königlichen Predigerseminar in Wittenberg war er von 1875 bis 1880 Pastor in Welnau, Kreis Gnesen/Posen und danach Pastor in Aken/Elbe. Im Winter 1884 nahm Zahn die Stelle als Archidiakonus in Tangermünde an, die Ende 1885 durch eine kurze Tätigkeit als Kurgeistlicher in Mentone/Frankreich unterbrochen wurde. Danach war er seit 1886 Pfarrer in Tangermünde. 1908 wurde er zum Oberpfarrer in Tangermünde gewählt und war ab 1910 im Vorstand der Ortsgruppe des Evangelischen Bundes.

## Altertumsforschung
- ab 1888: regelmäßige Veröffentlichungen historischer Arbeiten
- um 1889: Teilnahme an der Ausgrabung der Schloßkapelle Tangermünde,
- ab 1899: Schriftführer des Altmärkischen Vereins für vaterländische Geschichte, dessen Mitglied er seit 1885 war
- 1899: Vertrauensmann in der Provinzial-Kommission zur Erforschung und zum Schutz der Denkmäler der Provinz Sachsen
- ab 1900: Herausgeber der Jahresberichte des Altmärkischen Vereins für vaterländische Geschichte
- 6. Juli 1902: Verwalter des Kuratoriums über die Spezial-Baukasse der Elbstrom-Bauverwaltung Tangermünde

## Familie
Zahn heiratete am 18. Januar 1876 Clara Kretzschmar. Sie hatten zusammen 7 Kinder: Clara (* 1876; † 1921), Katharina (* 1877), Lydia (* 1883), Ilse (* 1886), Wilhelm (* 1888; † 1888), Maria (* 1889) und Joachim (* 1892; † 1895).

## Auszeichnungen
- Kriegsdenkmünze 1870/71 für Kombattanten am 1. Mai 1872
- Erinnerungsmedaille (Centenarmedaille) am 23. März 1898
- Roter Adlerorden IV. Klasse am 29. November 1900

## Veröffentlichungen
- Die Stiftskirche St. Nicolai in Aken an der Elbe. In: Geschichts-Blätter für Stadt und Land Magdeburg. Mitteilungen des Vereins für Geschichte und Altertumskunde des Herzogtums und Erzstifts Magdeburg 19. Jg., 1884, S. 47–79, 141–162, 266–293,
- Tangermünder Kämmerei - Rechnung von 1611, In: Jahresbericht des Altmärkischen Vereins für vaterländische Geschichte und Industrie zu Salzwedel, 1888.
- Heimatskunde der Altmark. - Stendal : Schindler, 183 S., 1892, Digitalisat, 2. Aufl.: 1928 (Nachdruck 2018 durch SelbstVerlag Eugen & Constanze Gliege)
- Geschichte der Altmark. - 2. Aufl. - Stendal : Schindler; 92 S., 1892.
- Geschichte der Kirchen und kirchlichen Stiftungen in Tangermünde, Magdeburg, 96 S., 1897.
- Die Mordkreuze in der Altmark, In: Beiträge zur Geschichte, Landes- und Volkskunde der Altmark, 1899, Bd. I, Heft 2, S. 45–51
- Altmärker auf der Universität Erfurt : 1392 - 1636; 14 S., 1900.
- Kaiser Karl IV. in Tangermünde : Festschrift zur Enthüllungsfeier des von S. M. Wilhelm II. gestifteten Denkmals Kaiser Karls IV.; 46 S., Tangermünde : Lutzack, 1900.
- Der Turm des Köthener Thores in Aken; In: ? 1901, S. 281–284.
- Mittelalterliche Topographie der Stadt Aken, In: ?, 1901, S. 270–280.
- Bemerkungen zur Topographie der Reg. Archip. Magdeburg, In: ?, 1901, S. 266–269.
- Die ältesten Schoßregister und Kataster der Stadt Tangermünde, 6 S.; 1902.
- Die Tangermünder Gildebriefe, 50 S., 1902.
- Bemerkungen zu dem Liber resignationum der Altstadt Salzwedel, 6 S., 1902.
- Mittelalterliche Topographie und Befestigung der Stadt Tangermünde, In: Jahresbericht des Altmärkischen Vereins für vaterländische Geschichte und Industrie zu Salzwedel, 1903, S. 12–38
- Testament des Landcomthurs der Ballei Sachsen deutschen Ordens Hans von Lossow (1594); 13 S.; 1904.
- Altmärker auf der Universität Bologna, In: Jahresbericht des Altmärkischen Vereins für vaterländische Geschichte und Industrie zu Salzwedel, 1904, S. 56–62
- Auszüge aus dem Stadtbuche von Tangermünde, In: Jahresbericht des Altmärkischen Vereins für vaterländische Geschichte und Industrie zu Salzwedel, 1904, S. 63–94
- Eine Sammlung oligozäner Petrefakten aus der La-Tène-Zeit und Prähistorische Funde von der Burg Tangermünde, In: Jahresschrift für mitteldeutsche Vorgeschichte, Band 3, Halle/Saale, 1904, S. 90–96. doi:10.11588/jsmv.1904.0.58430
- Die Altmark im dreißigjährigen Kriege, In: Schriften des Vereins für Reformationsgeschichte, Band 80, Verein für Reformationsgeschichte, Halle a. S., 1904. Digitalisat
- Der Drömling: ein Beitrag zur Landeskunde und Geschichte der Altmark. Öbisfelde, Selbstverl. d. Drömlings - Korporation, 171 S., 1905. (Nachdruck 2013 durch Dr. Ziethen Verlag, Oschersleben)
- Geschichte der Dörfer Wendisch- und Deutsch-Kalbau, In: Jahresberichte des Altmärkischen Vereins für vaterländische Geschichte, Band 32, S. 39–62, 1905. Digitalisat
- Geschichte der Stadt Gardelegen. In: Montagsblatt der Magdeburger Zeitung, 1907
- Geschichte des Dorfes Röxe. In: Beiträge zur Geschichte, Landes- und Volkskunde der Altmark, Band II, 1909, S. 92–98.
- Mittelalterliche Eingemeindungen in Stendal. In: Beiträge zur Geschichte, Landes- und Volkskunde der Altmark, Band II, 1909, S. 10–15.
- Die Wüstungen der Altmark, hrsg. von der Historischen Kommission für die Provinz Sachsen und das Herzogtum Anhalt. Hendel, Halle 1909, 499 S. Digitalisat
- Specialkarte der Altmark von W. Zahn später W. Zahn’s Wanderkarte für die Altmark auf Grund amtlicher Unterlagen, wahrscheinlich erst ab 8. Auflage mit dem Zusatz „Geographische Anstalt Wagner & Debes, Leipzig“, erste Auflage um 1900 in R. Schindler’s Buchhandlung (E. Schulze) in Stendal, doi:10.25673/60535, 4. Auflage um 1910 in Stendal im Verlag Ernst Schulze, 5. Auflage um 1913, 6. Auflage um 1920, doi:10.25673/61652, 8. Auflage um 1921, 10. Auflage um 1930